# Ciel brûlant de minuit
Ciel brûlant de minuit (titre original : Hot Sky at Midnight) est un roman  de science-fiction de l'écrivain américain Robert Silverberg publié aux États-Unis en 1994 et en France en 1995.

## Résumé
Le roman se déroule au XXIVe siècle. La terre est ravagée par l'effet de serre, la disparition de la couche d'ozone et la pollution atmosphérique. La sécheresse sévit en Europe et aux États-Unis. On remorque des icebergs depuis l'Antarctique pour alimenter en eau la côte Ouest de l'Amérique.
Deux compagnies multinationales japonaises, concurrentes, Samurai Industries et Kyocera-Merck Ltd se partagent l'économie mondiale. 
L'air pur et les conditions de vie les plus agréables sont à rechercher dans l'espace où les humains qui le peuvent ont fui sur les satellites artificiels ou les autres planètes du système solaire qui se sont érigées en micro-états. 

## Principaux personnages
- Juanito Holt, 17 ans, est un courier, il accueille les visiteurs sur Valparaiso Nuevo. Valparaiso Nuevo est un satellite artificiel, état dirigé par le Generalissimo Don Eduardo Callaghan.
- Victor Farkas est un agent de Kyocera-Merck Ltd, aveugle à la naissance, à la suite de manipulations génétiques conduites par le professeur Wu Fang-shui, dans un but d'études de développement de la perception non visuelle.
- Paul Carpenter est météorologiste échelon 11 chez Samurai Industries à Spokane (Missouri) ; pour passer échelon 10, il accepte un poste de commandant de remorqueur d'icebergs dans le Pacifique.
- Nick Rhodes, ami d'enfance de Carpenter est directeur échelon 9 d'un centre de recherche génétique à San Francisco.